# Phanolith

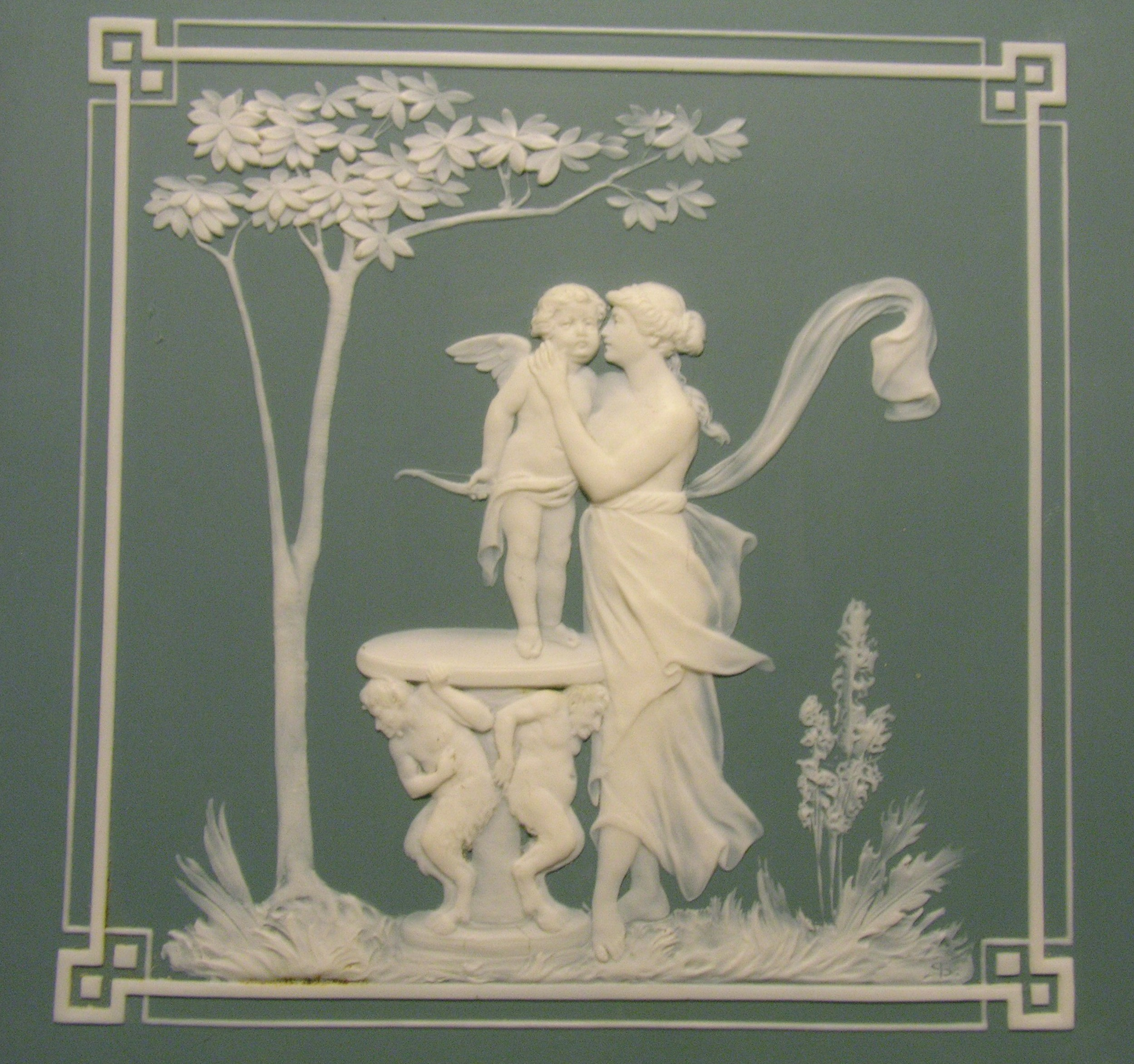
Phanolith-Tafel von Stahl

Phanolith (von altgriechisch φαίνειν phaínein, deutsch ‚ans Licht bringen, sichtbar machen, erscheinen lassen‘ sowie λίθος líthos, deutsch ‚Stein‘) ist eine Porzellanform, die um 1900 von Johann Baptist Stahl bei der Firma Villeroy & Boch entwickelt wurde. Sie kombiniert Eigenschaften von Jasperware der Firma Wedgewood und der französischen Pâte sur Pâte Technik, bei der weiße Porzellanmasse schichtweise dünn auf einem dunklen Untergrund (Fond) aufgetragen wird um ein Relief zu erzeugen. Es entsteht der Eindruck einer Kamee. Der Untergrund (Fond), auf den die weiße Porzellanmasse aufgetragen wurde, scheint durch.
Die Technik wurde zuerst auf der Weltausstellung 1900 in Paris vorgestellt. Die Signatur von Stahl ist ein S mit einem J durchkreuzt.

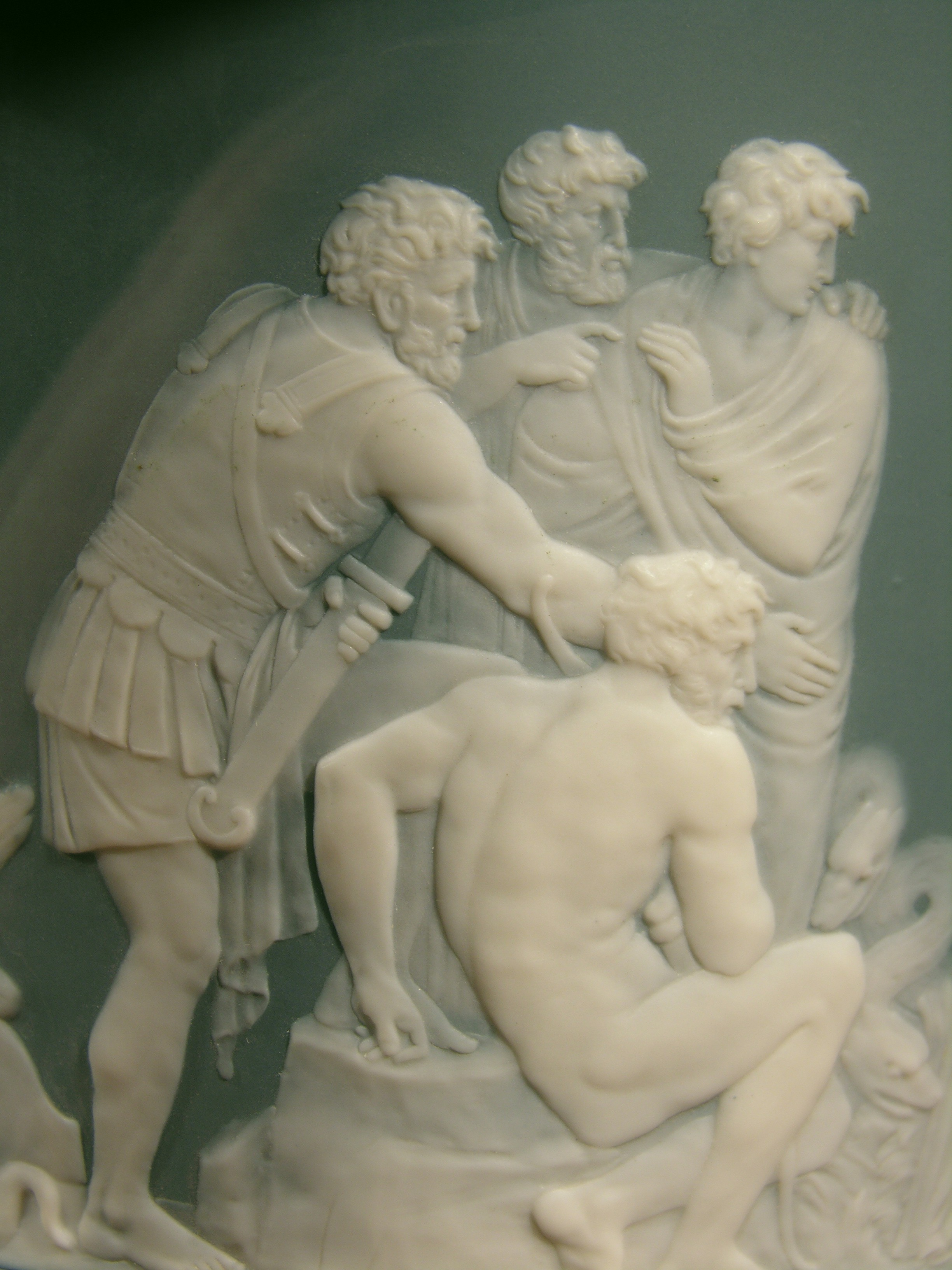
Detail eines Phanolith-Pokals